# 8. Armee (Deutsches Heer)
L'8. Armee / Armeeoberkommando 8 (A.O.K. 8) fu una grande unità dell'esercito imperiale tedesco (Deutsches Heer), che durante la prima guerra mondiale fu schierata sul fronte orientale.

## Prima guerra mondiale
Allo scoppio del primo conflitto mondiale l'"Ottava Armata", costituita da quattro corpi d'armata reclutati prevalentemente in Prussia orientale e Prussia occidentale, venne assegnata al fronte orientale con la missione di bloccare il possibile attacco russo contro il confine orientale tedesco.
Dopo la battaglia di Gumbinnen (17 agosto 1914), il comandante dell'armata Generaloberst Maximilian von Prittwitz ordinò la ritirata verso la Vistola. A seguito di questa decisione il comandante fu sostituito dal Feldmaresciallo Paul von Hindenburg, affiancato dal generale Erich Ludendorff come capo di Stato Maggiore. Sotto il nuovo comando l'armata ottenne due grandi vittorie contro i russi nelle battaglie di Tannenberg e dei Laghi Masuri.
Allo scoppio della guerra l'8. Armee era composta da:
| - I. Armee-Korps - XVII. Armee-Korps - I. Reserve-Korps - XX. Armee-Korps - 1. Kavallerie-Division |

### Comandanti
- Generaloberst Maximilian von Prittwitz (2 agosto-22 agosto 1914)
- Generaloberst Paul von Hindenburg (22 agosto-18 settembre 1914)
- General der Artillerie Richard von Schubert (18 settembre-8 ottobre 1914)
- General der Infanterie Hermann von François (8 ottobre-7 novembre 1914)
- General der Infanterie Otto von Below (7 novembre 1914-3 ottobre 1916)
- General der Infanterie Max von Fabeck (3 ottobre-22 ottobre 1916)
- General der Infanterie Bruno von Mudra (22 ottobre 1916-2 gennaio 1917)
- General der Artillerie Friedrich von Scholtz (2 gennaio 1917-22 aprile 1917)
- General der Infanterie Oskar von Hutier (22 aprile-12 dicembre 1917)
- General der Infanterie Günther von Kirchbach (12 dicembre 1917-31 luglio 1918)
- General der Infanterie Hugo von Kathen (31 luglio 1918-fino alla fine della guerra)